# Sabino
Sabino – miasto i gmina w Brazylii, w stanie São Paulo. Znajduje się w mezoregionie Bauru i mikroregionie Lins.